# Fierski okrug
Fierski okrug (albanski: Qarku i Fierit) je jedan od 12 okruga u Albaniji. Glavni grad okruga je Fier.
Sastoji se od 3 distrikta:
- Fierski distrikt
- Lushnjëški distrikt
- Mallakastërski distrikt

Sa zapada je omeđen Jadranski morem, a graniči sa sljedećim okruzima:
- Tiranski okrug: sjever
- Elbasanski okrug: sjeveroistok
- Beratski okrug: istok
- Gjirokastërski okrug: jugoistok
- Valonski okrug: jug